# Electronic Business Registry Information Model
Electronic Business Registry Information Model, kurz ebRIM,  ist eine Anwendung von ebXML. Es handelt sich hierbei um ein XML-basierendes Modell für Registrierungsservices, das die ISO-Norm ISO 19135 konkretisiert und gleichzeitig darüber hinausgeht. ebRIM selbst ist ein Standard der OASIS (Organization for the Advancement of Structured Information Standards) und als ISO/TS 15000-3 'Electronic business eXtensible Markup Language (ebXML) — Part 3: Registry information model specification (ebRIM)' standardisiert. Der ISO-Standard entspricht der Version 2.0 von OASIS.
ebRIM liegt inzwischen in der Version 3.0 bei OASIS vor.
Die Arbeitsgemeinschaft der Vermessungsverwaltungen der Länder der Bundesrepublik Deutschland beabsichtigt im Rahmen der Einführung des AFIS-ALKIS-ATKIS-Modells und einer Geodateninfrastruktur für Deutschland die Einführung entsprechender Dienste zum Beispiel für Koordinatenreferenzsysteme.